# アルフォンソ・ペレス
アルフォンソ・ペレス（Alfonso Pérez, 1972年9月26日 - ）は、スペイン・ヘタフェ出身の元サッカー選手。スペイン代表であった。ポジションはフォワード。
リーガ・エスパニョーラで307試合に出場して84得点を挙げた。スペイン代表としては1度のFIFAワールドカップと2度のUEFA欧州選手権に出場している。

## クラブ経歴
マドリード郊外のヘタフェに生まれ、18歳だった1990年にレアル・マドリードからデビューした。エミリオ・ブトラゲーニョやイバン・サモラーノなどのスター選手が在籍していたためにレギュラーポジションを獲得することはできなかったが、1994-95シーズンにはリーグ優勝に貢献。1995年夏にレアル・ベティスに移籍すると、1996-97シーズンには25得点を挙げてクラブの最多得点記録を塗り替え、4位躍進の立役者となった。
2000年夏にはFCバルセロナに移籍したが、2000-01シーズンにはわずか2得点しか挙げられず、2002年1月にはオリンピック・マルセイユにレンタル移籍したが、この試みも失敗に終わった。2002年夏には古巣レアル・ベティスに完全移籍したが、負傷を繰り返してコンディションを落とし、2004-05シーズンは10試合に出場して無得点に終わった。2005年6月に契約が満了して現役引退した。

## 代表経歴
1992年にはU-23スペイン代表としてバルセロナオリンピックに出場した。
1992年9月9日、サンタンデールで行われたイングランドとの親善試合でスペイン代表デビューした。同年12月16日、1994 FIFAワールドカップ・ヨーロッパ予選のラトビア戦 (5-0) で代表初得点を決めた。1996年にはUEFA EURO '96に出場するメンバーに選ばれ、グループリーグのブルガリア戦 (1-1) では途中出場してわずか1分後に同点弾を決めた。1998 FIFAワールドカップ・ヨーロッパ予選では5得点し、特に1996年9月4日のフェロー諸島戦ではハットトリックを達成している。1998年にはフランスで開催された1998 FIFAワールドカップ本大会に出場した。
代表では通算11得点を挙げているが、もっとも重要な得点はUEFA EURO 2000のユーゴスラビア戦 (4-3) の得点であろう。グループリーグ突破のためには勝利が必要であったが、スペイン代表は90分が過ぎて2-3と劣勢だった。このままではノルウェーとの順位争いに敗れて敗退が決定するところであったが、ロスタイムにペナルティーキックのチャンスを得て、ガイスカ・メンディエタが同点ゴールを決めた。さらにこの後、アルフォンソがスペクタクルなボレーシュートを決め、突破が絶望的な状態から首位での決勝トーナメント進出を決めた。

## 人物
ヘタフェ出身である。ヘタフェCFでプレーしたことはなかったが、ヘタフェCFのホームスタジアムは彼の名前を冠して「コリセウム・アルフォンソ・ペレス」と名付けられていた。しかし2023年10月、ペレスが女子サッカーについて性差別的な発言をしたことが問題となり、当スタジアムから彼の名前が外されて「コリセウム」へと改称することとなった。
弟のイバン・ペレス・ムニョスもレアル・マドリードの下部組織出身のサッカー選手である。ポジションはフォワードであり、1998-99シーズンの1シーズンのみレアル・ベティスで一緒にプレーしたことがある。

## 代表歴

### 出場大会
- スペイン代表
  - 1998 FIFAワールドカップ

### 試合数
- 国際Aマッチ 38試合 11得点（1992年-2000年）[7]

| スペイン代表 | 国際Aマッチ | 国際Aマッチ |
| 年           | 出場        | 得点        |
| ------------ | ----------- | ----------- |
| 1992         | 4           | 1           |
| 1993         | 2           | 0           |
| 1994         | 0           | 0           |
| 1995         | 4           | 1           |
| 1996         | 8           | 4           |
| 1997         | 5           | 2           |
| 1998         | 6           | 0           |
| 1999         | 2           | 0           |
| 2000         | 7           | 3           |
| 通算         | 38          | 11          |

### 得点
| #   | 日時           | 場所       | 相手           | スコア | 結果 | 大会                                    |
| --- | -------------- | ---------- | -------------- | ------ | ---- | --------------------------------------- |
| 1.  | 1992年12月16日 | セビージャ | ラトビア       | 3-0    | 5-0  | 1994 FIFAワールドカップ・ヨーロッパ予選 |
| 2.  | 1995年9月6日   | グラナダ   | キプロス       | 2-0    | 6-0  | UEFA EURO '96予選                       |
| 3.  | 1996年6月9日   | リーズ     | ブルガリア     | 1-0    | 1-1  | UEFA EURO '96                           |
| 4.  | 1996年9月4日   | トフティル | フェロー諸島   | 1-2    | 2-6  | 1998 FIFAワールドカップ・ヨーロッパ予選 |
| 5.  | 1996年9月4日   | トフティル | フェロー諸島   | 1-4    | 2-6  | 1998 FIFAワールドカップ・ヨーロッパ予選 |
| 6.  | 1996年9月4日   | トフティル | フェロー諸島   | 1-6    | 2-6  | 1998 FIFAワールドカップ・ヨーロッパ予選 |
| 7.  | 1997年2月12日  | アリカンテ | マルタ         | 2-0    | 4-0  | 1998 FIFAワールドカップ・ヨーロッパ予選 |
| 8.  | 1997年2月12日  | アリカンテ | マルタ         | 3-0    | 4-0  | 1998 FIFAワールドカップ・ヨーロッパ予選 |
| 9.  | 2000年3月29日  | バルセロナ | イタリア       | 1-0    | 2-0  | 親善試合                                |
| 10. | 2000年6月21日  | ブルッヘ   | ユーゴスラビア | 1-1    | 3-4  | UEFA EURO 2000                          |
| 11. | 2000年6月21日  | ブルッヘ   | ユーゴスラビア | 3-4    | 3-4  | UEFA EURO 2000                          |

## タイトル

### クラブ
レアル・マドリード
- リーガ・エスパニョーラ : 1994-95
- コパ・デル・レイ : 1992-93
- スーペルコパ・デ・エスパーニャ : 1990, 1993

レアル・ベティス
- コパ・デル・レイ : 2004-05

### 代表
U-23スペイン代表
- オリンピックサッカー : 1992